# تپه باستانی سرتخت
تپه سرتخت، تپه‌ای تاریخی است مربوط به دوره  مس سنگی که در شهر ‌باغستان از توابع بخش اسلامیه شهرستان فردوس واقع شده است.
این اثر در تاریخ ۹ آذر ۱۳۸۹ با شمارهٔ ثبت ۲۹۹۱۳ به‌عنوان یکی از آثار ملی ایران به ثبت رسیده است.